# Parathyma yasana
Parathyma yasana är en fjärilsart som beskrevs av Hans Fruhstorfer 1913. Parathyma yasana ingår i släktet Parathyma och familjen praktfjärilar. Inga underarter finns listade i Catalogue of Life.